# Willi Georg Steffen
Willi Georg Steffen (* 4. Oktober 1902 in Oberstein, Kreis Birkenfeld; † 10. Oktober 1977 in Bonn) war ein deutscher Diplomat im Vorderen Orient.

## Ausbildung
Steffen wurde ab 1920 vom Missionsseminar „Marienhöhe“ der Gemeinschaft der Siebenten-Tags-Adventisten zum Missionar ausgebildet. Anschließend besuchte er in London Leyton das Livingstone College, wo er sich zum Medical Missionary qualifizierte. Nach intensiver Schulung in der englischen Sprache am Stanborough College in Watford studierte er von 1925 bis 1927 an der American University, School of Oriental Studies, in Kairo die arabische Sprache.
Im April 1927 übertrug ihm die Adventisten-Gemeinschaft die Leitung ihrer Missionsstation in Es Salt, Transjordanien. Von 1930 bis 1935 war er Leitender Direktor des Missionsgebietes Irak in Bagdad und ab Juni 1935 Missionsleiter und Direktor der Missionsschule Irak in Mossul. 1934 wurde er Mitglied der Auslandsorganisation der NSDAP (BA, NSDAP-Gaukartei, Mitgliedsnummer 3.402.718). Im September 1936 trat er als „Dragoman“, Dolmetscher und Übersetzer für Arabisch, in die Dienste der Gesandtschaft des Deutschen Reiches in Bagdad. Im Februar 1939 begleitete er auf einem Lufthansa-Erstflug den Gesandten Fritz Grobba von Bagdad über Kairo nach Dschedda in Saudi-Arabien, der dort König Abd al-Aziz ibn Saud sein Beglaubigungsschreiben überreichte.

## Zweiter Weltkrieg
Nachdem der Irak infolge des Ausbruchs des Zweiten Weltkrieges die diplomatischen Beziehungen zu Deutschland abbrach, kehrte Steffen im September 1939 nach Berlin zurück. Dort wurde er im Oktober 1939 zunächst als Büroangestellter und ab 1. April 1941 als wissenschaftlicher Mitarbeiter in das Nah-Ost Referat (Pol VII b, Presse) des Auswärtigen Amtes übernommen. Wegen seiner Arabischkenntnisse stellte das Wehrmeldeamt Charlottenburg ihn auf Antrag des Auswärtigen Amtes bis zum Kriegsende vom Wehrdienst frei. Unter der politischen Leitung des Gesandten Grobba nahm er im Mai 1941 im Irak an dem erfolglos durchgeführten „Sonderkommando Junck“ zur Unterstützung des Staatsstreiches durch den achsenfreundlichen Politiker Raschid Ali al-Gailani teil. Am 1. April 1943 ernannte ihn das Auswärtige Amt zum Leiter des Nah-Ost Referates (Pol VII b, Presse).

## Nachkriegszeit
In den Jahren nach dem Zweiten Weltkrieg lebte Steffen im oberbayerischen Staudach-Egerndach. Dort arbeitete er als Dolmetscher, Hilfsarbeiter, Knecht und Torfstecher, studierte Philosophie an der Ludwig-Maximilians-Universität in München, wurde kurzzeitig Mitarbeiter des Internationalen Wirtschaftsdienstes in Hamburg, warb Annoncen für einen Adressenverlag und versuchte sich als Reisevertreter. Am 6. Juli 1947 wurde er im Entnazifizierungsverfahren vor der Spruchkammer Traunstein als „Mitläufer“ eingestuft.
Im Oktober 1950 kehrte er als Angestellter des Generalkonsulates des Königreiches Ägypten in Frankfurt am Main in vertrautere Gefilde zurück, bevor er dann im April 1953 als Hilfsreferent im Referat „Vorderer Orient“ wieder in den diplomatischen Dienst des Auswärtigen Amtes in Bonn eintrat.
Steffen wurde zunächst von September 1955 bis April 1960 als Gesandtschaftsrat an der Gesandtschaft in Dschedda in Saudi-Arabien tätig. Von dort bereiste er im Auftrag des Auswärtigen Amtes als erster Bonner Diplomat nach dem Zweiten Weltkrieg das Wadi Hadramaut (10.–24. Juni 1959) und den Oman (25. Februar – 4. März 1960). Ab April 1960 übertrug ihm das Auswärtige Amt als Chargé d’affaires die Leitung der Gesandtschaft in Taizz/Jemen. Dort überreichte er sechs Wochen vor dessen Tod am 7. August 1962 das Beglaubigungsschreiben als Gesandter an Imam Ahmed. Nach der Revolution am 26. September 1962 setzte er in intensiven Gesprächen im Auswärtigen Amt in Bonn, unter anderem auch bei dem damaligen Staatssekretär Karl Carstens, durch, dass die Bundesrepublik Deutschland als erster westlicher Staat die Arabische Republik Jemen völkerrechtlich anerkannte, die USA folgten am 19. Dezember 1962. So meldete das Hamburger Abendblatt bereits am 24. Oktober 1962: „Die Bundesregierung hat die Revolutionsregierung des Jemen anerkannt. Der deutsche Geschäftsträger im Jemen ist vom Auswärtigen Amt angewiesen worden, diesen Beschluss der dortigen Regierung mitzuteilen. Die Bundesrepublik ist der erste westliche Staat, der sich zu diesem Schritt entschlossen hat.“ Anschließend übernahm Steffen in gleicher Funktion und ab September 1963 bis Oktober 1964 als Botschafter in Taizz die Vertretung der Bundesrepublik in der Arabischen Republik Jemen.
Im Oktober 1964 versetzte das Auswärtige Amt Steffen als Botschafter nach Tananarive auf Madagaskar. Beim Staatsbesuch von Bundespräsident Dr. Heinrich Lübke und Entwicklungshilfeminister Dr. Walter Scheel vom 22. – 26. Februar 1966 auf der Insel wurde Steffen Ohrenzeuge, als Lübke den Präsidenten Philibert Tsiranana und seine Ehefrau vor dem Rathaus der Hauptstadt Tananarive mit den Worten „Sehr geehrter Herr Präsident, sehr geehrte Frau Tananarive“ begrüßte. Allerdings war zu diesem Zeitpunkt wegen eines Gewitters die Lautsprecheranlage ausgefallen, so dass dieser Versprecher nur der unmittelbaren Umgebung des Präsidenten, unter denen sich auch Vertreter der Presse befanden, auffiel. Steffen ging Ende Oktober 1967 in Tananarive in den Ruhestand.

## Familie
Steffen war von 1927 bis 1944 mit Erna Pfingstl (1906–1980) und von 1945 bis zu seinem Tode 1977 mit Sylvia Langenscheid (1923–2002) verheiratet. Aus der ersten Ehe stammen drei Söhne: Ingo Steffen (1929–2009), Gerhard Steffen (1933–2000), Schauspieler in Wien, und Günther Steffen (* 1937), Graz. Aus zweiter Ehe hatte er drei Kinder: Heimo Steffen (1944–1998), Manfred Steffen (* 1946) und Gisela Klahre Aubry (1948–2011).